# Loi sur la faune et la flore
 (avril 2025).
Motif : Faible notoriété de cette loi de fiction qui est aussi, paraît-il, une légende urbaine. Deux sources seulement à la date du 22 avril 2025.
- Archive Wikiwix
- Bing
- Cairn
- DuckDuckGo
- E. Universalis
- Gallica
- Google
- G. Books
- G. News
- G. Scholar
- Persée
- Qwant
- (zh) Baidu
- (ru) Yandex
- (wd) trouver des œuvres sur Wikidata

| 1. | Préciser le motif de la pose du bandeau. | Précisez le motif de la pose du bandeau en utilisant la syntaxe suivante : {{admissibilité à vérifier\|date=avril 2025\|motif=remplacez ce texte par le motif}}                                   |
| 2. | Informer les utilisateurs concernés.     | Pensez à avertir le créateur de l'article, par exemple, en insérant le code ci-dessous sur sa page de discussion : {{subst:avertissement admissibilité à vérifier\|Loi sur la faune et la flore}} |

Le Flora and Fauna Act (en français : Loi sur la faune et la flore) est une supposée loi australienne qui classerait les autochtones d'Australie comme faisant partie de la faune.

## Origine du mythe
La première mention du Flora and Fauna Act date de 2003 lors d'un discours de Linda Burney qui affirme vivre sous le régime de cette loi.
Shareena Clanton (en) affirme en 2018 avoir aussi subi la loi en question.

## Démythification
La chaîne ABC a démenti l'existence de cette loi.